# Gentiana ligustica
La genziana ligure (Gentiana ligustica R. Vilm. & Chopinet) è una pianta erbacea appartenente alla famiglia delle Genzianacee.

## Etimologia
Il nome del genere Gentiana deriva da Gentius, re dell'Illiria, a cui tale pianta è dedicata, perché per primo l'avrebbe utilizzata a scopo medicinale. L'aggettivo latino; ligustica significa "ligure".

## Descrizione

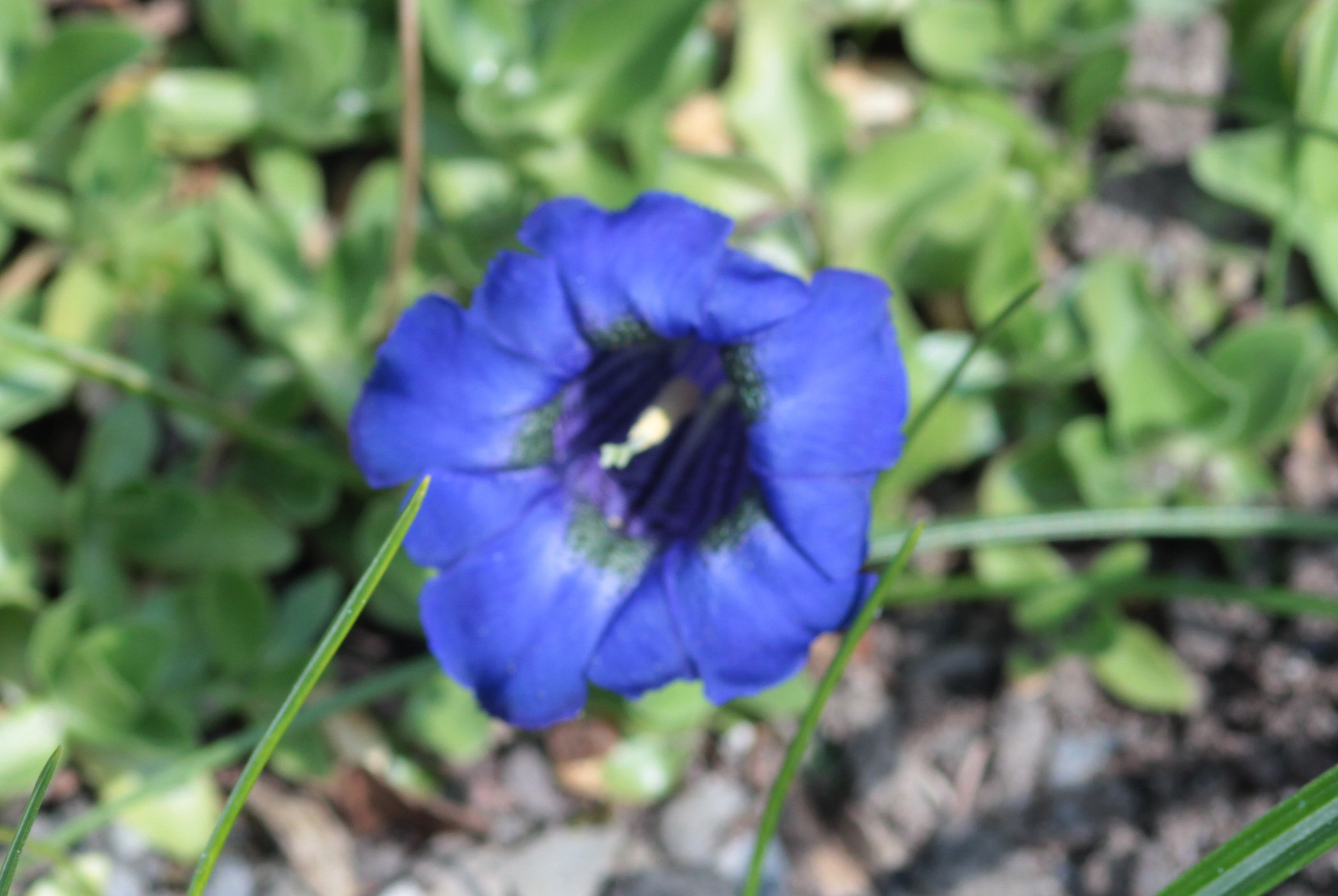
Dettaglio del fiore

Si tratta di una pianta erbacea perenne. La radice spesso forma in fittone e tende a divenire in parte legnosa. Le foglie formano una rosetta; di consistenza piuttosto coriacea, con margine liscio, sono ovato-ellittiche, larghe tra i 15 e i 25 mm e lunghe tra i 4 e gli 8 cm. La nervatura centrale, più evidente, e affiancata da altre due nervature meno pronunciate.
I fiori sono solitari e si trovano al termine di un peduncolo e sezione quadrangolare. Alla base sono protetti da due brattee simili a foglie. Il loro il calice è lungo circa 1,2 cm, mentre la corolla, gamopetale, misura tra i 4 e i 5,5 cm di lunghezza, ed è di colore blu-violetto, e termina con 5 lobi acuminati. Gli stami sono anch'essi cinque, con antere giallo-paglierino e ovario supero. Il frutto è una capsula bivalve di circa 0,5 cm che a maturità contiene molti piccoli semi neri. Fiorisce tra maggio ed agosto.

## Distribuzione e habitat
Questo taxon è endemico delle Alpi liguri e marittime. Il suo areale, a cavallo tra Italia e Francia, va dal Colle del Moncenisio al Monte Carmo di Loano.
L'habitat è rappresentato da ambienti erbosi e scarpate rocciose all'interno di zone montane tra i 700 e i 2500 metri di quota. Predilige i substrati calcarei.

## Conservazione
Si tratta di una specie protetta, segnalata in 37 SIC, che la Lista rossa IUCN classifica come specie a rischio minimo (Least Concern).